# Maurizio Sandro Sala
Maurizio Sandro Sala (São Paulo, 27 de agosto de 1958) é um ex-piloto de corrida de automóveis brasileiro.  Ele dirigiu em várias classes de corrida em uma carreira que durou de 1978 a 2004.

## Principais resultados
| ano  | equipe                                     | co-piloto                                     | carro          | classificação | voltas | Pos. | Class Pos. |
| ---- | ------------------------------------------ | --------------------------------------------- | -------------- | ------------- | ------ | ---- | ---------- |
| 1989 | Brun Motorsport Alpha Racing Team          | Roland Ratzenberger Walter Lechner            | Porsche 962C   | C1            | 58     | DNF  | DNF        |
| 1990 | Team Le Mans                               | Takao Wada Anders Olofsson                    | Nissan R89C    | C1            | 182    | DNF  | DNF        |
| 1991 | Mazdaspeed Co. Ltd. Oreca                  | David Kennedy Stefan Johansson                | Mazda 787B     | C2            | 355    | 6th  | 6th        |
| 1992 | Mazdaspeed Oreca                           | Volker Weidler Bertrand Gachot Johnny Herbert | Mazda MXR-01   | C1            | 336    | 4th  | 4th        |
| 1995 | GTC Gulf Racing                            | Mark Blundell Ray Bellm                       | McLaren F1 GTR | GT1           | 291    | 4th  | 3rd        |
| 1996 | Kokusai Kaihatsu Racing Giroix Racing Team | Jean-Denis Délétraz Fabien Giroix             | McLaren F1 GTR | GT1           | 146    | DNF  | DNF        |

- 3.º no Grande prêmio de Fórmula 3, Japão 1988.[3]
- 2.º no Grande prêmio de Fórmula 3 da Grã-Bretanha, 1986.
- Campeão da British Fórmula Ford 1600, no BRDC campeonato de 1983.